# Shattered Silence
Shattered Silence is een Amerikaans televisiedrama uit 2012 gemaakt voor kabelzender Lifetime Network door regisseur John Stimpson. De film gaat over een laatstejaarsscholiere die zelfmoord pleegt na zware pesterijen.

## Verhaal
In de proloog is te zien hoe Dina pesterijen ondergaat op school en daar zwaar onder te lijden heeft. Als haar moeder Rachel die avond thuiskomt vindt die haar dochter dood terug. Ze heeft zichzelf opgehangen met een sjaal. Ze wil weten wat haar dochter daartoe heeft gedreven en gaat op onderzoek uit. Ze wordt echter langs alle kanten tegengewerkt. De medeleerlingen willen niets kwijt, de school wil er niet te veel ruchtbaarheid aan geven en de ouders houden hun kinderen de hand boven het hoofd. Rachel wordt nu zelf bedreigd en het graf van haar dochter wordt beklad. Toch komt de waarheid stukje bij beetje boven water.
Zes weken tevoren was Dina nog een populair en getalenteerd hockeyspeelster met veel vriendinnen en een vriendje. Op de avond van het schoolbal heeft ze ruzie met hem omdat ze het te vroeg vindt voor seks. Terug thuis probeert ze het goed te maken door hem een naaktfoto van zichzelf te sturen. De volgende dag blijkt die foto haar weg te hebben gevonden naar zowat al haar medeleerlingen. Vanaf dan beginnen die haar als slet uit te maken en te pesten, en ook haar zogenaamde vriendinnen doen mee. Uiteindelijk wordt ze uit het hockeyteam gezet en verliest zo haar studiebeurs. Ze ziet het niet meer zitten en pleegt zelfmoord.
Als Rachel hoort van de foto wil ze koste wat kost te weten komen wie die verspreid heeft. Ze verdenkt eerst Dina's vriendje, maar die ontkent met klem. Dan komt ze erachter dat die een onenightstand heeft gehad met Skylar, de dochter van haar eigen vriendin. Die ontkent eveneens en zegt de foto enkel doorgestuurd te hebben naar Claire, Dina's beste vriendin. De politie kan haar dat bevestigen en weet ook te vertellen dat de foto veertig keer werd doorgestuurd vanaf Claire's telefoon. Claire ontkent dat zij dat heeft gedaan en zegt dat ze haar telefoon verloor in de limousine die hen naar het bal bracht. Het toestel was de volgende dag aan Skylars moeder terugbezorgd.
Ook Skylar komt erachter dat het haar moeder was die de foto publiek maakte en rijdt boos weg. Onderweg rijdt ze tegen een paal en belandt in het ziekenhuis. Mogelijk zal ze nooit meer kunnen gaan. Rachel komt haar bezoeken en zegt tegen haar vriendin spijt te hebben dat ze Dina als zo'n bedreiging zag voor haar dochter. Ze wenst Skylar het beste toe maar daagt haar moeder voor de rechter. Claire komt Rachel opzoeken en zegt spijt te hebben van haar bijdrage aan de pesterijen. Op een bijeenkomst op school vraagt ze alle leerlingen hun telefoon op te geven voor de rest van het schooljaar.

## Rolverdeling
- Liz Vassey als Rachel Van Cleve, protagonist en moeder van Dina.
- Jenn Proske als Dina Van Cleve, het meisje dat zelfmoord pleegt.
- Rachel Delante als Claire Stevens, Dina's beste vriendin.
- Kelli Goss als Skylar Reid, vriendin van Dina.
- Ryan Kelley als Mark Carey, Dina's vriendje.
- Adjovi Koene als Valerie, Dina's vriendin die in Zuid-Afrika studeerde.
- Judith Hoag als Patricia Reid, Rachels vriendin en Skylars moeder.